# Vojmir Tedoldi
Vojmir (Guerrino) Tedoldi (Padenghe sul Garda, 27 luglio 1919 – Lubiana, 26 aprile 1984) è stato un giornalista italiano, di origine slovena.

## Biografia
Figlio di un militare impegnato durante la prima guerra mondiale nella Slavia friulana e di una casalinga slovena di Taipana (UD), frequentò le scuole elementari in lingua italiana a Taipana. Dalla madre apprese ed imparò l'identità e la lingua slovena.
Durante la Seconda Guerra Mondiale fu sergente nell'esercito italiano, di stanza a Lubiana. Qui conobbe la maestra Jožica Miklavčič, con la quale si sposò dopo la guerra a Cornappo, nel comune di Taipana. Dopo l'8 settembre si unì ai partigiani jugoslavi. Finita la guerra fu impiegato per l'allocazione delle tessere annonarie, prima a Taipana e poi a Pravisdomini (PN). Iniziò allora la professione di giornalista, per il quotidiano in lingua slovena di Trieste Primorski Dnevnik. Siccome era autodidatta, per la corretta redazione degli articoli in lingua slovena lo aiutava la moglie Jožica.
Assieme alla moglie e a Izidor Predan e Mario Kont fu tra i fondatori e il direttore responsabile - per tutta la sua durata -  del giornale Matajur, voce degli sloveni della Slavia Friulana. Assieme alla moglie ha redatto il giornale per 23 anni. Il primo numero uscì il 3 ottobre del 1950, fino al dicembre del 1973, quando cambiò la testata in Novi Matajur, tuttora pubblicato a Cividale del Friuli.
Fu attivo nelle organizzazioni che si occupavano dello sviluppo della Slavia friulana, come il Fronte Democratico degli Sloveni ed il Circolo Culturale Ivan Trinko. Assieme a Mario Kont e poi a Izidor Predan promosse l'iscrizione dei bambini delle Valli del Natisone e delle Valli del Torre alle scuole slovene di Gorizia e di Trieste, per preservare l'uso della lingua slovena. 
Era titolare anche di un'azienda di import-export di materiale grafico, che collaborava con l'impresa editrice Delo di Lubiana e che si occupava della stampa di pubblicazioni turistiche per la Slovenia e per l'intera Jugoslavia. Nel 1976 pubblicò, come Edicije Tedoldi Videm (Edizioni Tedoldi Udine), la traduzione in italiano del libro dello slavista russo Izmail Ivanovič Sreznevskij "Frjuljskie slavjane", con il titolo di "Gli Sloveni del Friuli".